# Instytut Badań nad Tyfusem Plamistym i Wirusami prof. Rudolfa Weigla

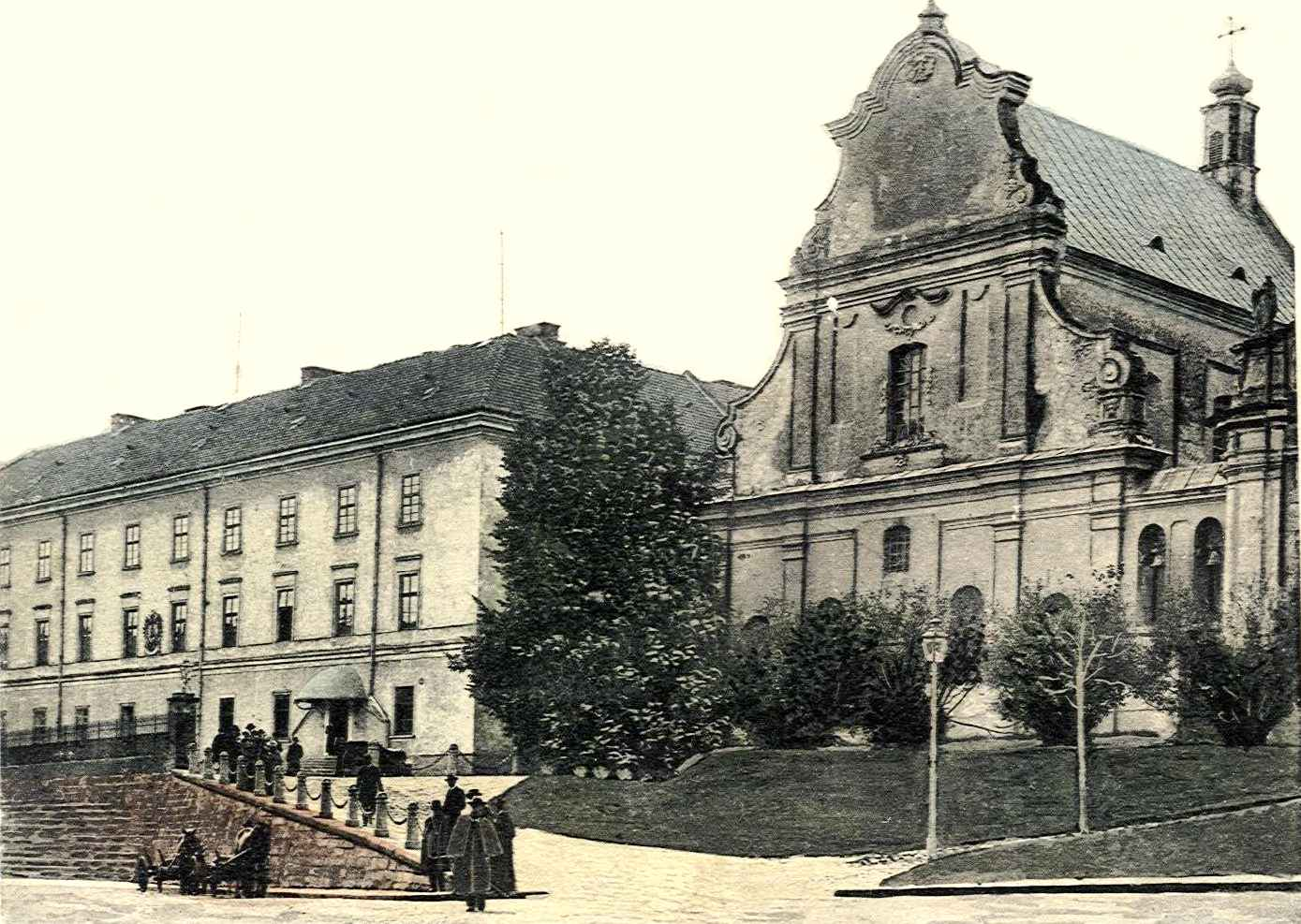
Kościół św. Mikołaja i stary uniwersytet we Lwowie, w którym mieścił się Instytut prof. Weigla

Instytut Badań nad Tyfusem Plamistym i Wirusami prof. Rudolfa Weigla – placówka naukowo-badawcza założona i prowadzona przez prof. Rudolfa Weigla, funkcjonująca we Lwowie w latach 1920–1944, początkowo (w latach 1920–1939) w ramach Zakładu Biologii Ogólnej Uniwersytetu Jana Kazimierza, później – w czasie obu okupacji Lwowa (sowieckiej i hitlerowskiej) znacznie rozbudowana w celu produkcji szczepionki przeciw tyfusowi plamistemu na potrzeby okupantów.

## Historia
Centrala instytutu mieściła się w Zakładzie Biologii UJK, który znajdował się w łączniku między gmachem starego uniwersytetu przy ul. św. Mikołaja a sąsiadującym z nim barokowym kościołem św. Mikołaja. Tam była pracownia prof. Rudolfa Weigla, laboratoria jego najbliższych współpracowników, działy produkcyjne i biura, a także zwierzętarnia. W czasie wojny drugim, znacznie większym gmachem było przeznaczone na ten cel przez okupantów sowieckich dawne państwowe gimnazjum żeńskie im. Królowej Jadwigi (przy ul. Potockiego). Jedną z najbliższych współpracowników profesora była jego żona, także biolog Zofia Weigl, a asystentką późniejsza druga żona Anna Herzig.
Instytut dawał skuteczną ochronę zatrudnionym w nim pracownikom, którymi byli – dzięki patriotycznej postawie prof. Weigla – przedstawiciele nauki, kultury i ruchu oporu, szczególnie narażeni na represje okupantów i pozbawieni środków do utrzymania. Wielkie znaczenie w okresie okupacji hitlerowskiej miała możliwość uzyskiwania legitymacji zakładowych na blankietach firmowanych przez Oberkomando der Wehrmacht, dających swobodę poruszania się bez obawy zatrzymania w akcjach policyjnych takich jak łapanki i wywozy do Niemiec na roboty. Na legitymacji widniał napis „Institut für Fleckfieber- und Virusforschung des Oberkommando des Heeren”. W przypadku karmicieli wszy laboratoryjnych istniała konieczność przebywania jedynie ok. godziny w Instytucie, co dawało możliwość wykorzystywania pozostałego czasu na inne cele (konspiracyjne, naukowe itd). Z tych względów osoby związane z działalnością podziemną pracowały przeważnie w instytucie jako karmiciele wszy zdrowych.
Ponadto w zakładzie pracowali strzykacze (będący jednocześnie karmicielami wszy zarażonych tyfusem) i preparatorzy, którzy pracowali w trybie 8-godzinnym. Angażowaniem do pracy w instytucie zajmowała się doktor Anna Herzig. Bardzo często o przyjęciu do pracy decydował, poza względami zdrowotnymi, stopień zagrożenia ze strony okupanta.
Nasycenie instytutu członkami lwowskiej konspiracji wojskowej było powodem przybycia do Lwowa, tuż po zajęciu miasta przez Niemców, Stanisławy Grabskiej (1922–2008), córki byłego ministra Stanisława Grabskiego. Przybyła ona na rozkaz Komendy ZWZ w Warszawie. Jej zadaniem było nawiązanie bezpośredniej łączności z komendą ZWZ na okupację sowiecką we Lwowie. W tym celu Grabską zatrudniono w instytucie, gdzie miała dostęp do ludzi związanych z konspiracją.
Instytut prowadził również własną działalność konspiracyjną polegającą na przydzielaniu szczepionek najlepszej jakości do obozów koncentracyjnych, gett i oddziałów partyzanckich. Możliwe to było dzięki trudnościom ewidencyjnym przy masowej produkcji. Na początku 1942 r. prof. Weigl wysłał swojego współpracownika, dr. Henryka Mosinga, do profesora Ludwika Hirszfelda zamkniętego w warszawskim getcie. Mosing udał się do Warszawy całkiem oficjalnie pod pozorem pobrania od chorych Żydów krwi z riketsjami tyfusu plamistego i przywiezienia tego materiału do instytutu jako rzekomo niezbędnego do dalszej produkcji szczepionki. W ten sposób Mosing kilkakrotnie dostarczał szczepionkę do rąk Hirszfelda, który aplikował ją z kolei swoim towarzyszom.